# عقنفصة
عُقنْفُصَة (الاسم العلمي: Volucella)، جنس حشرات من فصيلة السيرفيدية. أنواعه عديدة. طولها يراوح من 12 إلى 18 مم. تتميز بسرعة طيرانها وأصفرار أثوابها المجذعة والمدبجة بالأسود والأبيض. يرقاتها قاسية الجلد، كثيفة الهلب المستطيل. معظمها يعيش على عمي ورسغ الزنابير والزراقط وما أشبه.

## معرض صور

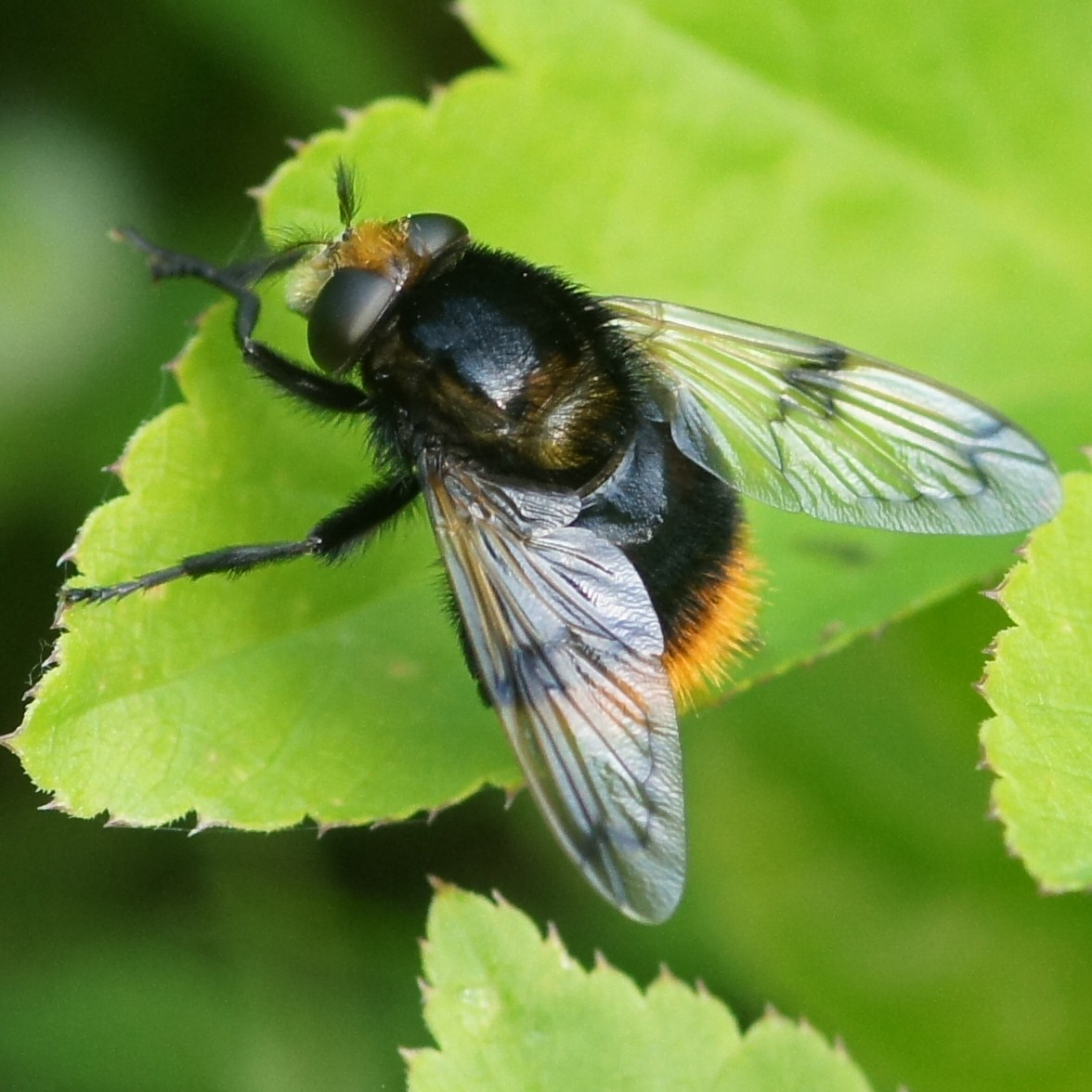
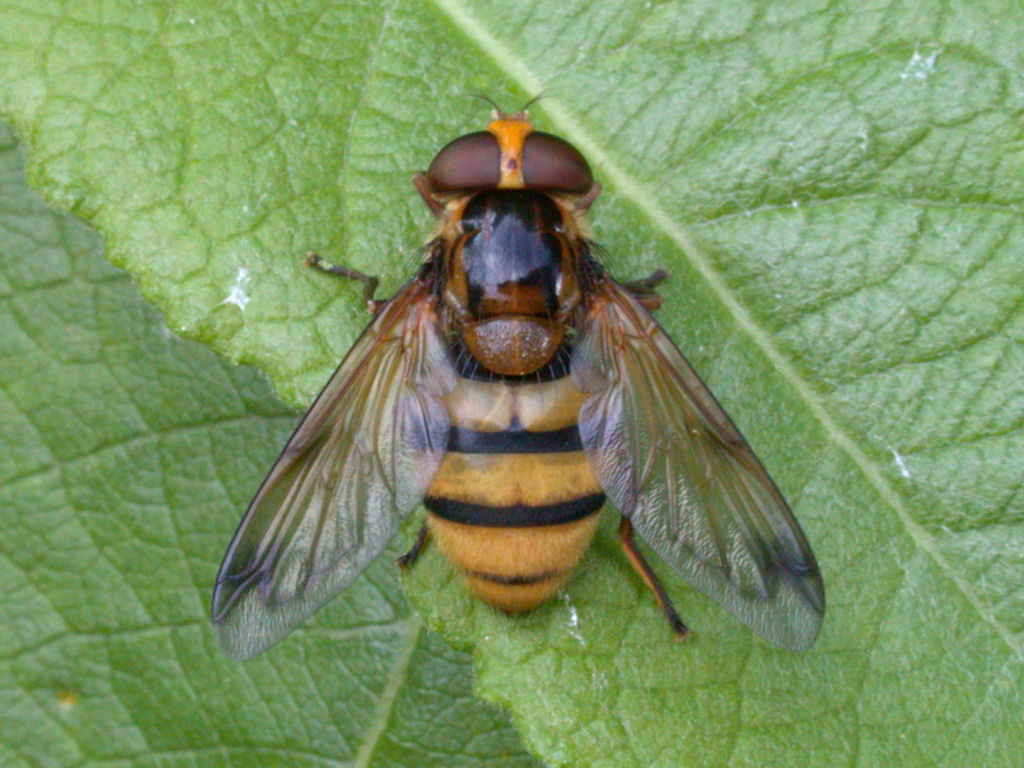
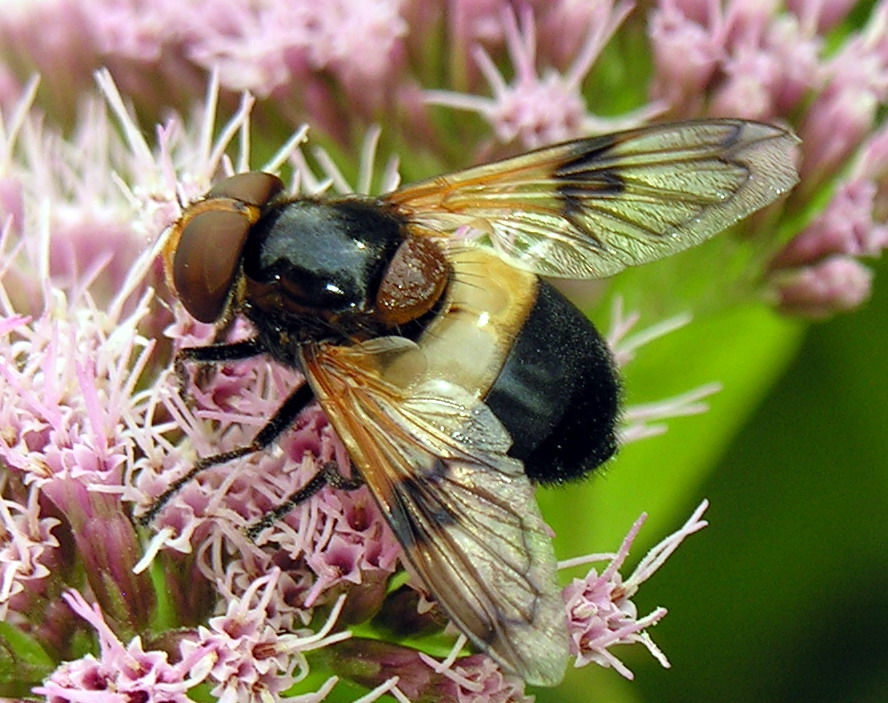
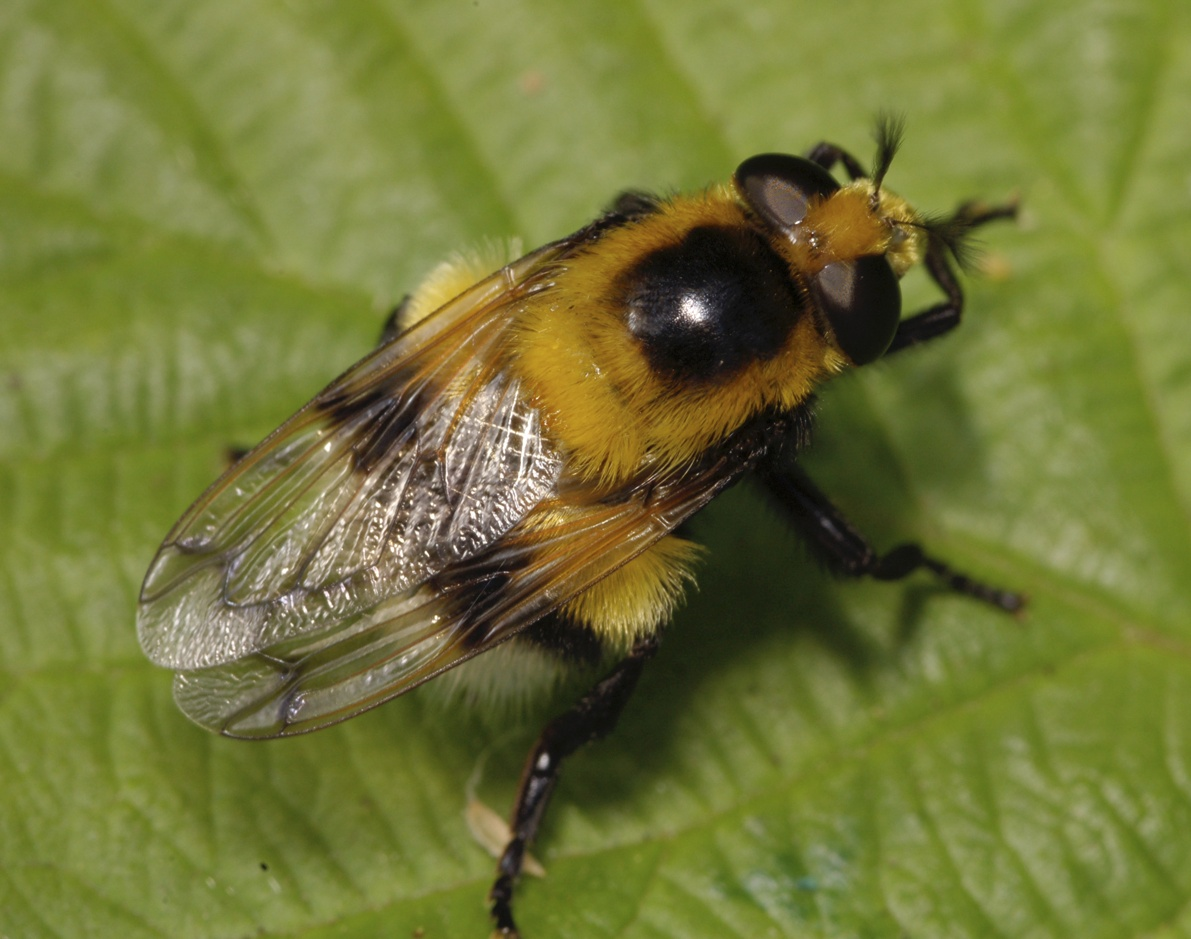
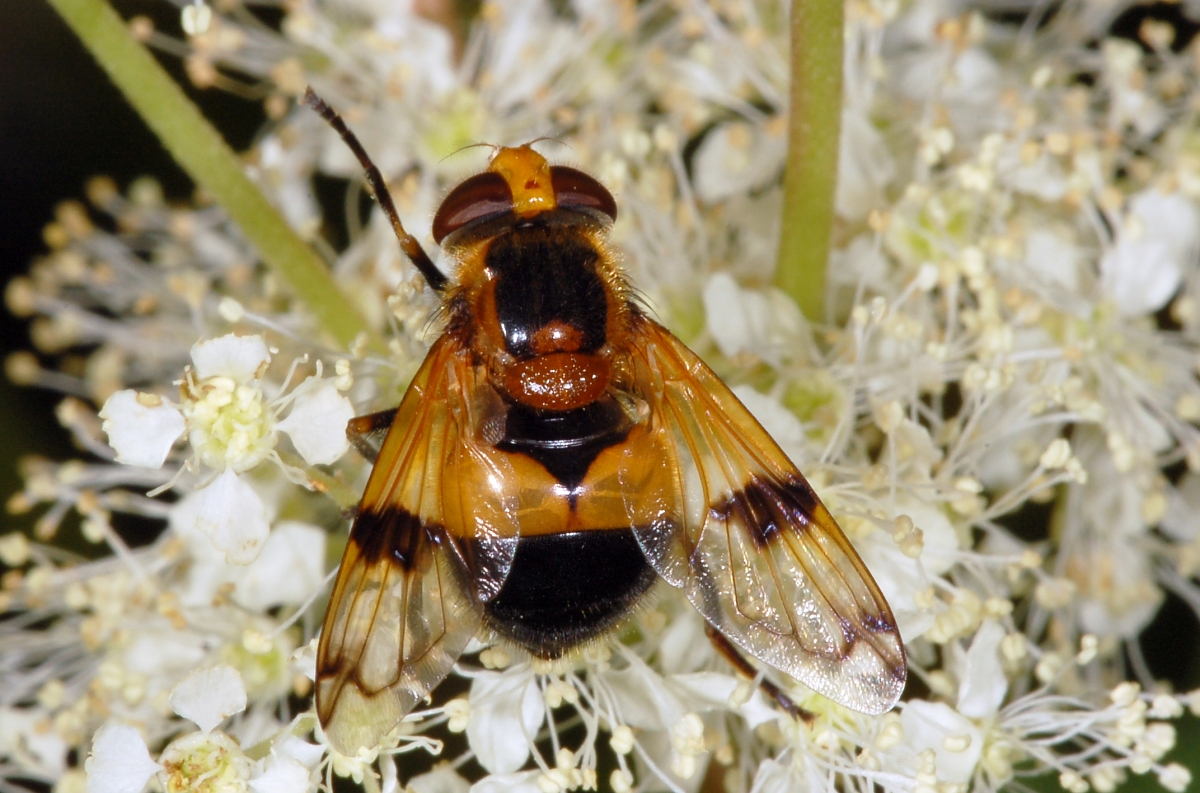
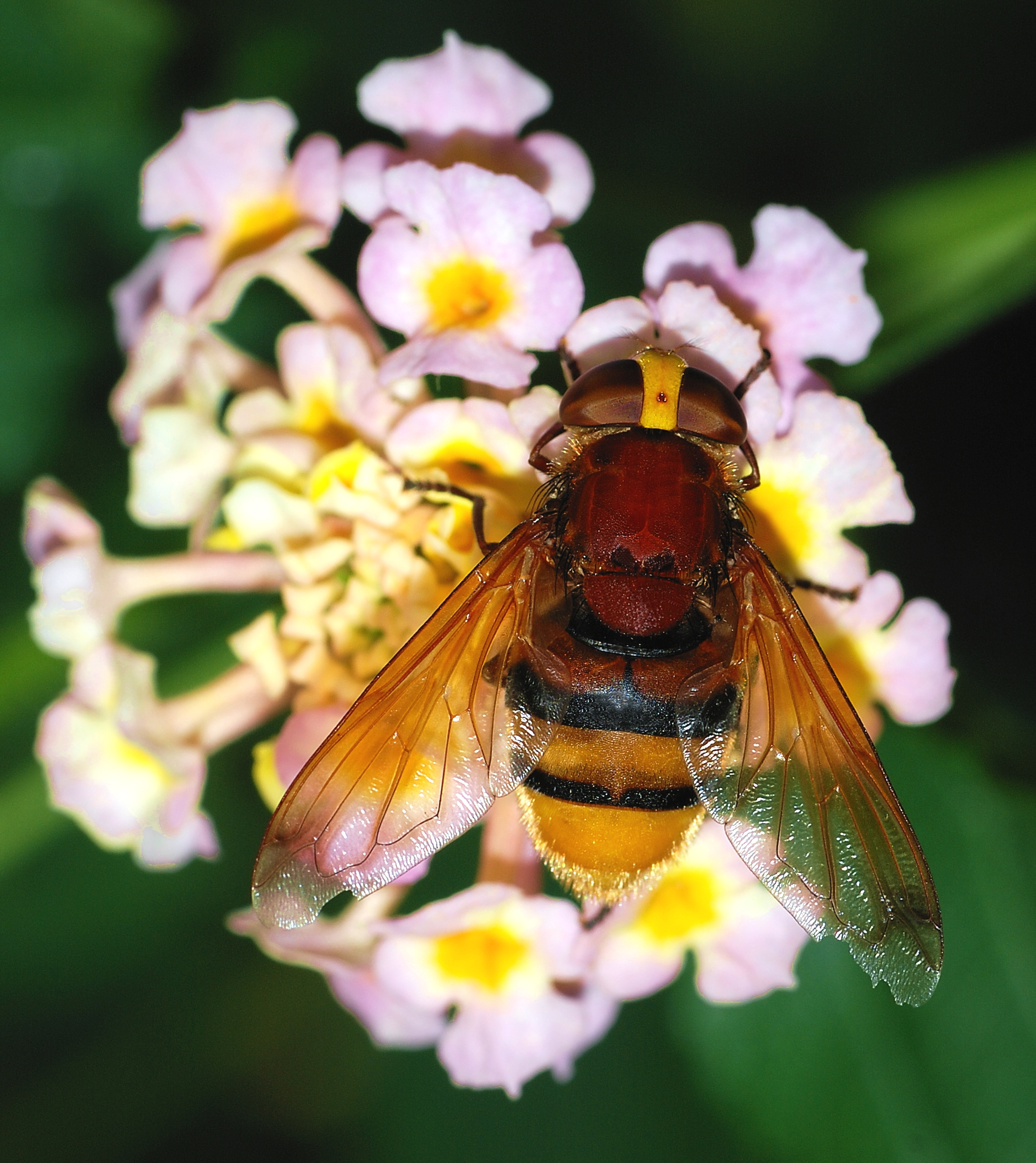